# ریچارد بیکر
ریچارد بیکر (انگلیسی: Richard Baker) (زاده ۶ اوت ۱۹۶۲) کارآفرین، بازرگان و مدیر ارشد اجرایی بریتانیایی است، که در حال حاضر به‌عنوان رئیس هیئت مدیره شرکت ویتبرد فعالیت می‌کند.